# PFM? PFM!
PFM? PFM! è un album del gruppo di rock progressivo italiano Premiata Forneria Marconi (PFM), registrato tra marzo e maggio del 1984, e pubblicato lo stesso anno.

## Il disco
L'album ha delle sonorità che si discostano da altri brani dell'intera discografia della PFM in quanto presenta testi pop e melodie a volte vicine al synthpop. Riscosse comunque un certo favore del pubblico anche in virtù del fatto che la prima traccia Capitani Coraggiosi fu sigla del contenitore televisivo Domenica In.
Inoltre Franz Di Cioccio ha comunicato che in studio avrebbe suonato raramente la batteria (per le cui parti era comunque entrato stabilmente Walter Calloni in formazione) dedicandosi a tempo pieno al ruolo di cantante solista e prendendo, in questa circostanza, il posto di Bernardo Lanzetti, che già aveva militato nel gruppo dal 1975 al 1979.

## Tracce
1. Capitani coraggiosi – 5:04
2. Sentimentalmente – 5:07
3. Marlon Brando – 4:10
4. Attimo di musica – 3:47
5. Tigre – 4:36
6. 46 – 4:12
7. Ego telecomunicazione – 4:22
8. Bi Bi Bop – 3:52

## Formazione
- Franz Di Cioccio – voce
- Lucio Fabbri – tastiere, violino
- Franco Mussida – chitarra elettrica, chitarra acustica, voce
- Patrick Djivas – basso, tastiera, programmazione
- Walter Calloni – batteria